# Сім планет у звістках про царів татарських
Сім планет у звістках про царів татарських (осман. السبع السيار فى اخبار ملوك التاتار, Es-Sebu's-Seyyar fi Ahbar-ı Mulük-ü Tatar, крим. Tatar Ükümdarları Haberlerinde Yedi Seyyare) чи просто Сім планет (осман. السبع السيار, крим. Yedi Seyyare) — кримськотатарське історичне джерело, один із найбільш значущих творів у галузі кримської історіографії ханських часів. Написаний у високому літературному стилі староосманською мовою з використанням великої кількості запозичень із фарсі і арабської кримським істориком Сеїдом Мухаммедом Різою на замовлення і, ймовірно, за особистої участі кримського хана Менґлі Ґерая II в період його другого правління (1737—1740 рр.).
Основний зміст «Семи планет» — опис історії Кримського ханства від його заснування до правління Менґлі Ґерая II. Крім цього, у праці є невеликий вступ, що розповідає про часи від створення світу та життя перших пророків (з особливою увагою до історії Ноя), після чого автор дає інформацію про походження різних історичних династій та історії тюркських народів. Ще далі Сеїд Мухаммед Різа звертається до розповіді про Чингіз-хана та чингізидів, особливо Джучі та його Улуса.
Наявність в основній частині праці, що стосується безпосередньо історії Кримського ханства, вельми докладних та численних відомостей про різні аспекти суспільно-політичного, культурного та духовного життя кримськотатарської держави разом з їх унікальністю та одночасно універсальністю зробили цю працю «настільною книгою» практично для всіх вітчизняних та зарубіжних дослідників історії Криму періоду Золотої Орди та Кримського ханства.

## Автор
Автор твору — видатний кримський історик Сеїд Мухаммед Різа з Кафи. Він належав до накіб уль-ешрафів, що позначилося на його імені Сеїд-Мухаммад. Мав нісбу аль-Киримі (осман. القيريمى), походив з роду Афіфі, а його літературний псевдонім — Різаї (осман. رضايى). Згідно з османським істориком Васифом-ефенді, Різі належить переклад «Таріх-і Газан» (осман. تاريخ غازان, «Історія Газану»). З-під пера Різи, за даними Ахмеда Ханіф-заде, вийшли також трактати «Ріяз-уль мумін» (осман. رياض المؤمنون, «Гірські вертогради віруючого») і «Фейз-ун нур» (осман. فيض النور, «Променевилив благодаті»), твір «Таріх-і Ал-і Дженгіз» (осман. تاريخ عل جنغيز, «Історія будинку Чингізова»).
Сходознавець Олександр Казембек (Мірза Мухаммед-Алі Казембек) на основі мови та високого стилю твору припустив, що Сеїд Мухаммед Різа був турком за походженням: «зважаючи на чистоту, правильність і красномовство в стилі, Різа був турок або принаймні виховувався в Туреччині. У цьому переконує і образ його думок, і неупередженість, з якою він описує події». Однак таке судження не було достатньо обґрунтованим: кримськотатарська інтелігенція того часу так чи інакше перебувала під впливом османської культури та її письмової традиції. Інший російський сходознавець Василь Смірнов полемізував зі своїм колегою: «близьке знайомство Різи з фактами татарсько-кримської історії та оцінка цих фактів скоріш змушують думати, що він і за народженням, і за вихованням був корінний кримець … перебування його в Стамбулі серед тамтешнього вченого суспільства остаточно розвило в ньому літературний смак сучасних йому турків». Український та кримськотатарський сходознавець Наріман Сейтяґяєв, проаналізувавши значну кількість джерел, що стосуються життя Сеїда Мухаммеда Різи, дійшов висновку, що він справді був родом із Криму і походив із відомого кримськотатарського роду вихідців із Бухари — Афіфі.

## Композиція та джерела

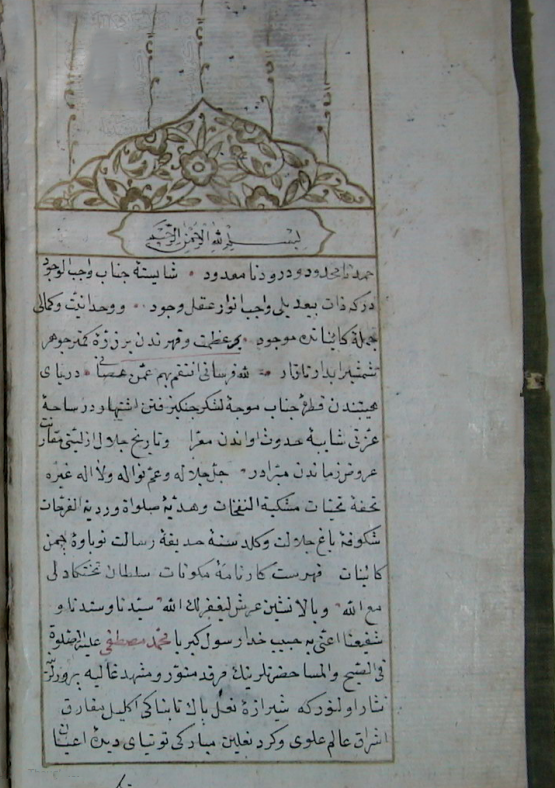
Перша сторінка «Семи планет», починається з басмали

Твір Різи відноситься до східного історичного жанру таваріх (мн. від «таріх» — історія) через те, що основа роботи — виклад подій різних історій. Однак жанр можна визначити й терміном ахбар (мн. від «хабар» — зведення, повідомлення), що знайшло відображення у заголовку (fi Ahbar-ı Mulük-ü Tatar). Сам автор визначив роботу як «меджмуа-і перішан-гюфтар», тобто «безладний збірник», що було вказівкою на несистемність твору, відсутність єдиної сюжетної лінії.
Назва твору має метафоричний характер, що загалом властиво для всієї роботи Різи. Під «сімома планетами» малися на увазі імена семи ханів, які зайняли центральне місце в оповіданні: Менґлі Ґерай, Сахіб Ґерай, Девлет Ґерай, Гази Ґерай, Бахадир Ґерай, Хаджі Селім Ґерай та Менглі Ґерай II. Хроніка складається з багатьох розділів різного розміру, кожен з яких містить окремий мікросюжет (історію). Історії про ханів закінчуються підсумовувальними реченнями. Відповідно до традиції східного оповідального мистецтва — від загального до окремого, Різа починає з розповіді про створення світу, перших пророків (Адама і Ноя), нащадків Ноя, розселення і змішання народів. Далі він описує походження іранських династій, тюркських хаканів, римських кесарів, індійських раджів, єгипетських фараонів, єменських тоббахів та інших правителів. Історія тюркських народів починається із сина Яфета, Тюрка (Türk bin Yafes bin Nuh aleyhi's-selâm). Наступний блок включає історію про Чингісхана і його нащадків. Особливу увагу приділено Джучі, його похіду на Дешт-і Кипчак та підкорення ним деяких земель. Різа перераховує ці землі: «…від міст Туркестану до Хорезму, Сигнака, Черкесії, Дешт-і Кипчака, України, Болгара, Русі, Криму та Молдови, Валахії, Трансильванії, Пруссії, Угорщини та деяких районів Румелії та Німеччини, заволодівши ключами та справами і довіривши у своє розпорядження, так що багато часу він сам, його діти та еміри правили тими краями…». Описавши поділ влади між синами Джучі, автор пояснює значення імені Ґірай і переходить до історії безпосередньо Кримського ханату. Починаючи з Хаджі Ґерая — першого кримського хана, Різа закінчує на історії хана Менглі Ґерая II — свого сучасника, висвітливши таким чином практично всю історію ханства.
Як вказують дослідники, художній стиль джерела проявляється у вибраних автором засобів виразності: «şeca'an-ı Tatar» («хоробрі татари»), «asker-i Tatar saadet-nisar» («татарське військо, що сіє благополуччя»), «diliran-i Tatar» («татарські витязі»), «Han-ı ğayret-şi'ar» («підприємливий хан»), «asakir-i nusret-şi'ar» («переможне військо»), «Baqçesaray-i behişt-asay» («подібний до раю Бахчисарай»). Типовим для твору Різи є рясне використання цитат з відомих висловів та аятів з Корану: «El-insana abidu'l-ihsani» («Людина — раб благодаті»); «El-mülk-ü lillâh el-mülkü'l-ma'bud» («Володіння Аллаха — володіння Бога, якому поклоняються»); «El-hükmü'li-men ğalib» («Влада в руках переможця»); «Zalike taqdiru'l-azizi'l-alim» («Таке приречення Могутнього, Знаючого», сура Фуссілат, аят 12); «İnnallâhe lâ-yuğayyiuru ma bi-qavmin hatta yuğayyiru ve ma bi-enfusihim» («Воістину, Аллах не змінює становища людей, поки вони не змінять себе», Сура Ар-Рад, аят 11). Прозовий твір іноді доповнюється поезією: бейтами, китами, маснаві та газелями, у тому числі тими, що написані кримськими ханами. Тому праця має надзвичайну цінність не лише для вивчення історії Кримського ханства, а й для дослідження літературного життя держави. Зокрема, в ньому присутні зразки творчості цілого ряду кримських поетів — Менґлі I, Гази II (Газаї), Бахадира I (Резмі), та його дружини Хан-заде Ханим, Мехмеда IV, шейхів Афіфеддіна (Афіфі) та Абдульазіза (предків автора), нуреддіна Шагіна Ґерая та інших. Деякі з цих матеріалів зараз відомі тільки завдяки праці Різи.
Автор при написанні роботи спирався на велику кількість джерел, що якісно виділяє його твір, серед яких «Таріх-і Нішанджі Паша» («Історія Нішанджі-паша», XVI ст.); «Равзатуль-Хюсейн фі хулясати аль ахбар аль-хафікайн» («Сад Хюсейна в короткому викладі звісток про захід та схід») османського хроніста Наїми Челебі (XVII ст.); коротка хроніка «Аджем макасид» («Перські цілі») Скендера; «Раузат ас-сафа фі сират ал-анбія ва'ль-мулюк ва'ль-хуляфа» («Сад чистоти щодо життя пророків, царів та халіфів») або «Загальна історія» іранського історика Мірхонда (XV ст.); «Кітаб таджзійат альамсар ве-таджзіят аль-асар» («Книга поділу областей і проходження часів») або «Таріх-і Васаф» («Історія Васафа») іранського мюверріха Васафа (XIV ст.); «Таквім ель-бюльдан» («Упорядкування країн») арабського історика та географа Абу-ль-Фіди (XIII ст.). Серед кримських джерел у творі згадані хроніка про кримські події «Таквім» («Табель») мюверріха Хайрі-заде, «Меджмуа» («Збірка») Абдульвелі-ефенді, «Вакіат меджмуаси» («Збірка подій») Месуда-ефенді. Сеїд Мухаммед Різа використав відомості й із ранніх хронік, присвячених правлінню кримських ханів.

## Списки та переклади
Історичній науці відомі, як мінімум, чотири збережених турецьких списка хроніки: № 950 бібліотеки Хамідія, № 1016 бібліотеки Сулейманія, № 664 Решид Ефен, № 1473 у відділі тюркських рукописів музею палацу Топкапи. Два списки хроніки Сеїда Мухаммеда Різи вказані в каталозі «Опис тюркських рукописів інституту народів Азії. I Історія» (1965) за редакцією А. М. Кононова. Переписувачі відповідно — Ахмад ал-'Арифі і ал-Хаджж Халіл Ратіб. Дата перепису першого списку 1193/1779 р., другого — 1206/1791–92.
Повний переклад праці Різи на жодну європейську мову до цього дня не було здійснено через високий стиль, використання османської мови з переважанням запозичень з перської та арабської мов та безліччю метафор та інших засобів виразності і мінімальним використанням власно тюркських слів. Спрощений варіант міститься у праці XVIII століття «Історія кримських ханів» іншого кримськотатарського історика Хурремі Челебі, однак він не може бути названий перекладом, оскільки Хурремі, поставивши за мету адаптувати твір, лише спростив його письмово-літературний стиль, а не переклав з однієї мови на іншу. 1832 року Олександр Казембек у Казані в Університетській друкарні видав цей твір в оригіналі. Кримськотатарський дослідник та філолог Рефат Абдужемілєв підготував транслітерацію твору на латинку, яка була видана в Казані 2019 року. Станом на 2019 рок повідомлялося, що Центром досліджень Золотої Орди та татарських ханств готується переклад російською мовою цього твору.

## Оцінки
Дослідники високо оцінюють твір Сеїда Мухаммеда Різи. Наприклад, він є в ряді «історичних творів, що розповідають про Крим і татар» у творі Халім Ґерая «Гюльбюн-і ханан» («Рожевий квітник ханів», 1811). Халім Ґерай у висвітленні багатьох подій звертався саме до «Семи планет», як до найбільш розгорнутого та повного джерела. Олександр Козембек відзначав красномовство, правильність і чистоту мови Різи, звертав увагу на «непристрасть, з якою він описував події». Один з найвидатніших російських фахівців з історії Кримського ханства Василь Смірнов вважав твір Різи «джерелом першої категорії», відзначав широке знання Мухаммеда Різи східних, переважно турецьких, письменників, наголосив, що відгуки автора «Семи планет» про достовірність або сумнівність тих чи інших звісток і про гідність самих творів доводять критичну розбірливість Сеїда Мухаммеда Різи. Він охарактеризував «Сім планет» як «енциклопедичний збірник щодо кримськотатарської старовини», перевершуючий за багатством і різноманітністю свого змісту все, що було відомо на той момент з історії Кримського ханства. Разом з тим В. Д. Смірнов писав, що «незвичайна довгота і вигадливе поєднання величезних періодів, суцільно переповнених метафорами, вимагають великої уваги і іноді неймовірних зусиль для того, щоб добиратися до сенсу, що в них полягає». Польський історик Зигмунт Абрагамович оцінив працю як «справжню скарбницю відомостей про татарський Крим у 1466—1737 роках», російський історик І. В. Зайцев висловив думку, що праця «має право вважатися вершиною кримської середньовічної історичної прози як за обсягом викладеного матеріалу, так і за кількістю використаних автором джерел». Ф. Хартахай, позначивши хроніку як «загальну історію Криму», виділив головні її особливості: «строга історична розповідь», опора на письмові джерела та наявність хронології. У виданій 2021 року колективній монографії з історії кримських татар зазначається, що «чисельність та унікальність цих відомостей та одночасно їх універсальність зробили працю Мухаммеда Різи настільною книгою практично для всіх вітчизняних та зарубіжних дослідників історії Криму періодів Золотої Орди та Кримського ханства».
Олександр Казембек, віддаючи похвалу стилю і якості праці Різи, критикував його за недостатнє висвітлення військових походів Мехмеда Ґерая II, які на довгий час «зробили частину Європи театром кровопролиття та жахів», у надрукованому ним витягу, що стосується другого правління цього хана. Він вважав, що Різа більше приділяв увагу «незначним обставинам, що трапилися в самому Криму». На думку Смірнова, ці «незначні обставини», навпаки, становлять найбільший інтерес, тому що вони дають матеріал для зображення внутрішнього життя Кримського ханства.